# Ceratocaulon wandeli
Ceratocaulon wandeli is een zachte koraalsoort uit de familie Xeniidae. De koraalsoort komt uit het geslacht Ceratocaulon. Ceratocaulon wandeli werd in 1892 voor het eerst wetenschappelijk beschreven door Jungersen. 